# Pier Carlo Restagno
Pier Carlo Restagno (Torino, 29 marzo 1898 – Roma, 11 novembre 1966) è stato un banchiere, dirigente d'azienda e politico italiano, eletto alla Assemblea Costituente. Senatore consecutivamente per le prime quattro legislature della Repubblica Italiana, è stato sindaco sia di Cassino sia di Sora, nonché presidente della Roma.

## Biografia
Restagno nasce e studia a Torino, dove entra nell'associazionismo cattolico (vicesegretario dell'Unione del Lavoro e dirigente dell'Azione Cattolica), è tra i promotori del Partito Popolare e consigliere comunale dal 1920 al 1923. In seguito, scala progressivamente la gerarchia dell'Istituto San Paolo di Torino, fino a diventarne direttore generale, e si trasferisce a Roma.
La sua carriera politica, arrestatasi durante il fascismo, riprende nel 1944, periodo in cui lo si ritrova membro del direttivo della Democrazia Cristiana, di cui sarà eletto segretario amministrativo, ufficio che manterrà sino al 1953. Per la DC è eletto deputato alla Consulta Nazionale e alla Costituente, poi senatore della Repubblica, infine, calato nella realtà del frusinate negli anni della ricostruzione postbellica, sindaco di Cassino (1949-1957) e, sia pure per un paio di mesi, di Sora (1961). Dal 1961 al 1966 è stato anche membro dell'Assemblea parlamentare del Consiglio d'Europa.
Durante la sua attività politico-parlamentare, ha ricoperto due volte l'ufficio di sottosegretario di Stato ai Lavori pubblici, rispettivamente nel II e nel III Governo De Gasperi.
Dal 1949 al 1952 è stato presidente della Associazione Sportiva Roma.
Portò avanti una politica fatta di pochi mezzi finanziari e molte operazioni azzardate (o a volte solo propagandistiche), come quella che portò a Roma Knut Nordahl, acquisto propedeutico a quello, mai realizzato se non anni dopo, del più celebre Gunnar.
Né meno cervellotici furono gli acquisti di Andersson e Sundqvist, giocatori abituati a giocare col Sistema e chiamati a giostrare con quel Metodo che non conoscevano. E quando ne azzeccò una, l'assunzione di Fulvio Bernardini in panchina, subito se la rimangiò, mandando via quello che di lì a poco sarebbe diventato il più grande allenatore italiano del dopoguerra.
E alla fine, a marchiare il suo interregno in maniera pressoché indimenticabile, arrivò la retrocessione in Serie B, l'unica in tutta la storia della Roma.